# Anna van Fornenbergh
Anna van Fornenbergh (geboren um 1638; gestorben nach 1672) war eine niederländische Schauspielerin.

## Leben
Anna van Fornenbergh wurde um 1638 geboren. Sie war vermutlich die Tochter des Schauspielers und Theaterdirektors Jan Baptist van Fornenbergh (1624–1697) und Marya Boscoop (gestorben vor oder 1642). Jan Baptist van Fornenbergh und Marya Boscoop heirateten am 21. Februar 1638 in der Grote Kerk in Den Haag. Er ist sicherlich identisch mit Jan Baptist van Fornenbergh der 1643 Helena Heusen geheiratet hat. Mit ihr hatte er vier weitere Töchter, Susanna, Johanna, Cornelia und Dorotea, die ebenfalls alle Schauspielerinnen wurden.
Anna van Fornenbergh heiratete am 29. Mai 1661 in Den Haag den Bühnenschauspieler Salomon Fino. Aus dieser Ehe sind keine Kinder bekannt. Fino arbeitete ab 1646 intensiv mit Jan Baptist van Fornenbergh zusammen. Sie waren in einer Theaterpartnerschaft aktiv. Anna van Fornenbergh und ihr Mann gehörten auch einer Reisetruppe an, die van Fornenbergh im Herbst 1664 zusammengestellt hat, um eine große Auslandstournee zu starten. Sie werden beide in der kollektiven Gesundheitserklärung der Truppe genannt. Diese Tour dauerte zwei Jahre und führte an die Königshöfe von Schleswig-Holstein, Kopenhagen und Stockholm.
Nachdem es 1672 zu einer Meinungsverschiedenheit mit Jan Baptist van Fornenbergh gekommen war, gründete sie mit ihrem Mann eine eigene Theatergruppe, zu der auch Renaclis van Fornenbergh gehörte. Danach werden Anna und ihr Mann nie wieder erwähnt, auch nicht beim Tod von Jan Baptist van Fornenbergh im Jahr 1697.